# Florennes
Florennes (wa. Florene) – miejscowość i gmina w Belgii, w Regionie Walońskim, w prowincji Namur, w okręgu Philippeville. 1 stycznia 2024 roku liczyła 11 378 mieszkańców.

## Podział administracyjny
W skład gminy wchodzi dziesięć dzielnic (section):
- Corenne
- Flavion
- Hanzinelle
- Hanzinne
- Hemptinne
- Morialmé
- Morville
- Rosée
- Saint-Aubin
- Thy-le-Bauduin

## Współpraca
Miejscowość partnerska:
- Longvic, Francja